# Chell, England
Chell var en civil parish 1894–1922 när det uppgick i Stoke on Trent i grevskapet Staffordshire i England. Civil parish hade 3 539 invånare år 1921.